# Ghana ai Giochi della XVII Olimpiade
Il Ghana partecipò ai Giochi della XVII Olimpiade che si sono svolti a Roma dal 25 agosto all'11 settembre 1960, con una delegazione di 13 atleti impegnati in due discipline: pugilato e atletica leggera.
Alla sua prima partecipazione ai Giochi, il Ghana conquistò una medaglia d'argento grazie al pugile Clement Quartey.

## Medaglie
| Medaglia | Atleta          | Sport    | Evento            |
| -------- | --------------- | -------- | ----------------- |
| Argento  | Clement Quartey | Pugilato | Pesi superleggeri |